# Гулијен
Гулијен (фр. Goulien) је насељено место у Француској у региону Бретања, у департману Финистер.
По подацима из 2011. године у општини је живело 434 становника, а густина насељености је износила 33,99 становника/km².

## Демографија
| 1962. | 1968. | 1975. | 1982. | 1990. | 2011. |
| ----- | ----- | ----- | ----- | ----- | ----- |
| 721   | 667   | 617   | 566   | 512   | 434   |